# Verterae

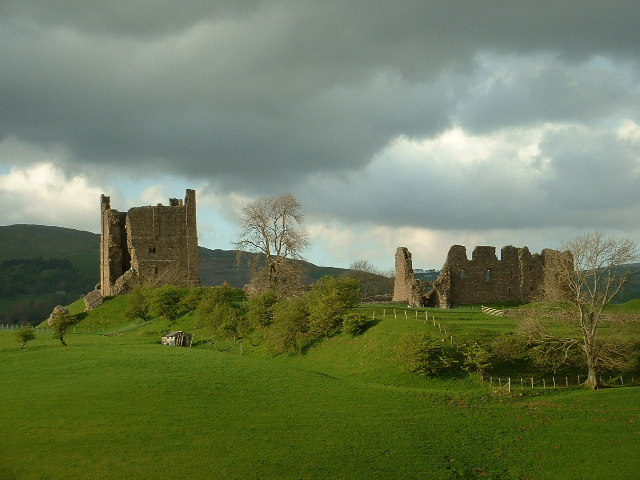
Teil der römischen Erdwerke, die in die mittelalterliche Burg integriert wurden

Verterae war ein römisches Straßenkastell im heutigen Dorf Brough in der englischen Grafschaft Cumbria. Die von 1. bis zum 5. Jahrhundert n. Chr. belegte Befestigung schützte eine wichtige römische Straße im Norden von England. Im 11. Jahrhundert wurde Brough Castle von den Normannen auf einem Teil des Anwesens gebaut. Archäologen untersuchten die Überreste der römischen Festung im 20. Jahrhundert. Sie stehen heute unter Denkmalschutz.

## Römische Zeit
Verterae ließ vermutlich der römische Gouverneur Gnaeus Iulius Agricola in den Jahren 79 und 80 n. Chr. als Teil einer Kampagne zur Eroberung des Nordens von Britannien erbauen. Der lateinische Name bedeutet im Deutschen Die Festungen. Die Anlage diente als Wegpunkt am nördlichen Ast der Watling Street, die die römischen Städte Luguvalium und Eboracum – heute die Städte Carlisle und York – sowie weiter südlich gelegene Ziele verband. Verterae war eines in einer ganzen Reihe von Lagern, die in 19–22 km Abstand an der Straße lagen, und schützte den Stainmore Pass, der sich vom Tal des Eden über die Pennines erstreckte.
Das rechteckige Kastell war 1,2 Hektar groß und wurde auf dem Gebirgskamm über dem Swindale Beck gebaut. Diese Größenangabe ist wegen späterer Arbeiten auf dem Gelände nicht sicher, aber es könnte eine Fläche von 100 Meter × 110 Meter bedeckt haben und mit einem 15 Meter breiten Graben umgeben gewesen sein, der stellenweise 6 Meter tief war. Die dazugehörige Zivilsiedlung (Vicus) und ein Gräberfeld lagen an der Ostseite des Kastells. Im Vicus standen sowohl Steingebäude als auch solche aus Flechtwerk.
Etwa Ende des 4. Jahrhunderts oder Anfang des 5. Jahrhunderts war dort eine Hilfstruppe, der Numerus Directorum, etwa 300–400 Mann stark, stationiert.
Das Kastellareal liegt nicht weit vom Maiden Castle entfernt. Alte Ortslexika geben an, das diese Burg dem Maiden Way, der alten Römerstraße vom nahegelegenen Bravonicum (Kirkby Thore) nach Carvoran am Hadrianswall ihren Namen gegeben hätte.

## Nachrömische Zeit

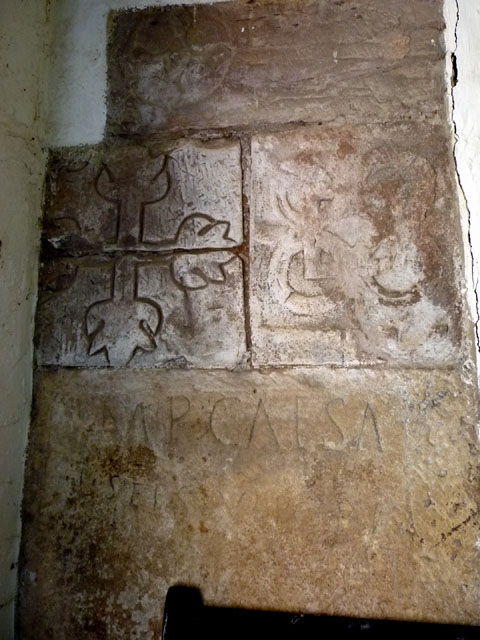
Steininschriften von Verterae in der St Michael's Church in Brough

Das Kastell war bis nach dem Rückzug der Römer aus Britannien um das Jahr 410 mit Soldaten belegt, wurde dann aber aufgegeben. Im 11. Jahrhundert entstand eine normannische Burg in den Ruinen von Verterae. Im 16. Jahrhundert entdeckte der Altertumsforscher William Camden die Verbindung zwischen diesem Gelände und der römischen Besetzung Britanniens wieder und postulierte, dass dieses Anwesen, damals Brough Castle genannt, über dem römischen Lager Verterae errichtet worden wäre.
Eine Abfallschicht aus römischer Zeit wurde Mitte des 19. Jahrhunderts auf dem Gelände entdeckt und die Regierung ließ 1923 dort archäologische Grabungen vornehmen. Weitere Ausgrabungen folgten 1954, sowie in den 1970er- und 1990er-Jahren. 1996 wurde das gesamte Anwesen vermessen. Das Kastellgelände, das sich über das mittelalterliche Brough Castle, die Brough Castle Farm und die umgebenden Ländereien erstreckte, steht heute als Scheduled Monument unter Schutz.